# Шеймус
Сти́вен Фа́ррелли (англ. Stephen Farrelly, ирл. Stíofán Ó Fearghaile, род. 28 января 1978, Дублин) — ирландский рестлер и актёр, в настоящее время выступающий в WWE под именем Ше́ймус (англ. Sheamus, ирл. Séamus, ˈʃeɪməs, также встречается передача Ши́мус).
До прихода в WWE он выступал на европейской независимой сцене. Став частью основного ростера WWE в 2009 году, он стал четырёхкратным чемпионом мира, трижды выиграв титул чемпиона WWE и один раз — титул чемпиона мира в тяжёлом весе. Он является первым ирландским чемпионом мира в истории WWE, а также трехкратным чемпионом Соединённых Штатов и пятикратным командным чемпионом (четыре WWE Raw и один SmackDown) со своим партнёром Сезаро. В дополнение к этим титулам он выиграл турнир «Король ринга» в 2010 году, матч «Королевская битва» в 2012 году и матч Money in the Bank в 2015 году, став вторым рестлером (после Эджа), которому удалось добиться всех трех достижений.

## Биография
Фаррелли родился в Кабра, Дублин. Вырос на North Great George’s Street, Дублин. Отец Фаррелли был бодибилдером. Когда ему было тринадцать лет, он пел в церковном хоре. Играл в гэльский футбол за команду «Эринс Айл», где был назван «Игроком месяца». Играл в регби за Национальный колледж Ирландии, окончил его по специальности «информационные технологии». До вступления в WWE работал охранником в ночном клубе и однажды охранял Боно и Ларри Маллена из U2. Является болельщиком футбольного клуба «Ливерпуль», регбийных клубов «Лондон Айриш» и «Ленстер» и регбилиг-клуба «Нью Зиленд Уорриорз».

## Карьера в рестлинге

### Тренировки (2002—2004)
Фаррелли был вдохновлен стать рестлером, наблюдая за британским рестлингом по World of Sport и американским рестлингом по WWF. По совету Брета Харта, он начал тренироваться в школе рестлинга Monster Factory Ларри Шарпа в апреле 2002 года, вместе с Танком Толандом и Клиффом Комптоном. Шесть недель спустя он официально дебютировал в качестве любимца фанатов против Роберта Пиджона под именем Шеймус О’Шонесси. После удара соперника в пах он получил прозвище «Ирландское проклятие» (сленговый термин, обозначающий неспособность мужчины к сексуальной активности после употребления чрезмерного количества виски). Вскоре он получил серьёзную травму шеи, что отодвинуло его карьеру на два года. Фаррелли разработал своего персонажа, опираясь на кельтскую мифологию, уходя от ирландских стереотипов и стремясь изобразить фианна, мифического ирландского воина.

### Irish Whip Wrestling (2004—2006)

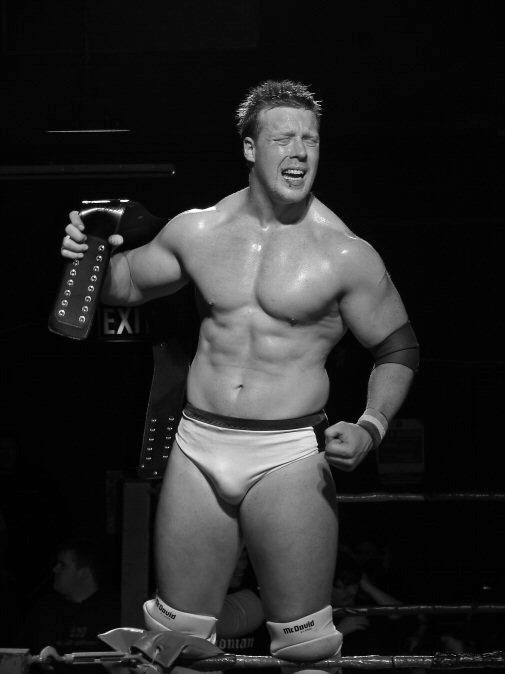
Шаймус О'Шонесси в ноябре 2005 года

В мае 2004 года под тем же именем O’Shaunessy перешёл в Irish Whip Wrestling в школу рестлинга в Дублине. 9 июля он дебютировал, легко победив Марка Бернса. Остаток года он враждует с Видом Уэйном. Но практически все их поединки он проигрывает и в целом весь фьюд. В марте 2005 года они вновь начинают враждовать О’Шоннесси с Шейном и Видди, но уже при сотрудничестве с Вороном. После чего он выиграл Интернациональный титул IWW в тяжёлом весе 2 октября 2005 года. После нескольких защит титула от Вампиро и Вайпера О’Шоннесси был втянут во фьюд с другим шотландцем Дрю Макинтайером. Вскоре О’Шоннесси проиграл свой титул, спустя 329 дней его владения Дрю Макинтайеру 27 августа 2006 г. И, как оказалось, это был последний поединок для Шеймуса в Irish Whip Wrestling.

### Различные промоушены (2005—2007)
После чего О’Шоннесси стал выступать в различных Британских промоушенах, где спустя некоторое время он стал главной звездой компании. Спустя так же некоторое время туда переходит и Дрю Макинтайр. Хотя их вражда была окончена в Irish Whip Wrestling, здесь она началась заново. Здесь ему не удалось выиграть ни одного титула.

### World Wrestling Entertainment / WWE
13 ноября 2006 года Шеймус впервые появился в WWE на Raw в Манчестере. Он дебютировал как охранник команды DX, и затем получил «родословную» от Игрока.

#### Florida Championship Wrestling (2006—2009)
O’Shaunessy дебютировал в WWE в подготовительной площадке Florida Championship Wrestling (FCW) 2 октября и в дебютном матче победил Брайана Келли. После чего Шеймус стал командным бойцом, он стал выступать в командах с Вансеном, Джеком Хагером и с Каси. С Каси вместе участвовали в турнире за Командное чемпионство FCW, но проиграли ещё в первом раунде.
К сентябрю 2007 года Шеймус вновь стал одиночным рестлером. Завладев главным титулом FCW, он стал успешно отстаивать титул от Джека Хагера, Эрика Эскобара и Джо Хеннинга. Но всё же Шеймус уступил титул Эрику Эскобару 11 декабря в поединке Fatal 4-Way в котором также принимали участие Джо Хеннинг и Дрю Галловей (более известный как Дрю Макинтайр). В марте Шеймус дважды бился против Дрю Галловей за титул Чемпиона мира в тяжёлом весе, но дважды проиграл.
22 июля 2008 Шеймус работал в тёмном матче перед выпуском SmackDown! где он бился против R-Truth но проиграл. В мае 2009 года Шеймус бился дважды в тёмных матчах перед RAW где дважды смог одержать победу над Джимми Ноблом.

#### Чемпион WWE; Чемпион Соединённых Штатов WWE (2009—2011)
30 июня 2009 года во время шоу ECW Шеймус совершил дебют в качестве хила, он быстро одолел местного бойца. После своего дебюта Шеймус стал фьюдить с Голдастом, и одолел его 29 июля. Но на следующей неделе Голдаст смог одолеть ирландца. 1 сентября во время ток-шоу Авраама Вашингтона, Голдаст и Шеймус договорились о матче без дисквалификаций, в котором победу одержал Шеймус. Вскоре у Шеймуса начался фьюд с Шелтоном Бенжамином, которого он победил 27 октября. Вскоре фьюд с Шелтоном был закончен, так как Шеймус был переведён на бренд RAW.
Свой дебют Шеймус совершил на RAW от 26 октября, где Шеймус смог победить Джейми Нобла. На следующей неделе Шеймус напал на Джейми Нобла, и стал его жестоко избивать, заставив того уйти на пенсию. На следующей неделе Шеймус был отобран в команду к Мизу на Survivor Series. На Survivor Series (2009) Шеймус принял участие в традиционном командном поединке на выбывание, где Шеймус смог выбить Финли, а также Шеймус провёл победное удержание на Джоне Моррисоне, тем самым выжившими остались Шеймус, Миз и Дрю Макинтайр.

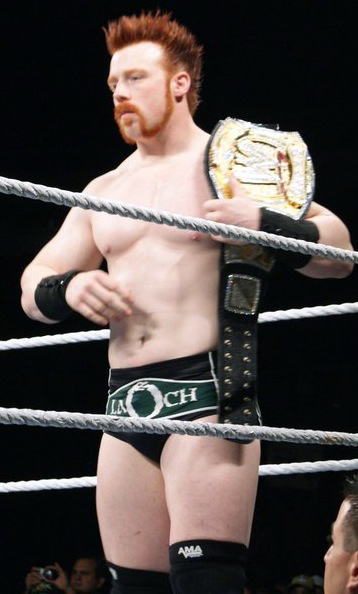
Шеймус в качестве Чемпиона WWE.

На следующем RAW Шеймус победил в королевской битве дающей право биться за титул Чемпиона WWE. На следующей неделе во время подписания контракта, специальный гость Джесси Вентура объявил что этот матч будет со столами, после чего Шеймус разбил Джоном Синой стол. На PPV TLC: Tables, Ladders & Chairs (2009) Шеймус смог победить Джона Сину и стать новым Чемпионом WWE. Шеймус стал первым ирландским чемпионом WWE, а также он завоевал своё первое чемпионство спустя 166 дней с момента дебюта. На следующем RAW Шеймус был награждён наградой Slammy «Прорыв года-2009». На PPV Королевская битва (2010) Шеймус победил Рэнди Ортона по дисквалификации после вмешательства «Наследия». На следующем PPV Elimination Chamber (2010) Шеймус отстаивал свой титул от Triple H, Джона Сины, Рэнди Ортона, Теда Дибиаси и Кофи Кингстона. И Шеймус проиграл свой титул после того как Triple H смог успешно удержать Шеймуса. После чего у Шеймуса завязался фьюд с Triple H, всё это привело их к матчу на WrestleMania XXVI, в котором победителем вышел Triple H. Но в матче реванше на PPV Extreme Rules (2010) Шеймус смог победить Triple H в поединке по правилам уличная драка. Но после матча Шеймус вновь атаковал Triple H ударами в голову, после этого нападения Triple H не видели практически год.
После на PPV WWE Fatal 4-Way Шеймус победил Джона Сину, Рэнди Ортона и Эджа и стал двукратным Чемпионом WWE. В матче реванше на PPV Money in the Bank (2010) в поединке в стальной клетке после вмешательства Нексуса Шеймус смог победить Джона Сину. На SummerSlam (2010) Рэнди Ортон победил Шеймуса по дисквалификации, что означало, что Шеймус остаётся Чемпионом WWE. Но уже на PPV Night of Champions (2010) Рэнди Ортон смог победить Шеймуса, Уэйда Баррета, Эджа, Джона Сину и Криса Джерико в поединке шести рестлеров на выбывание за титул чемпиона WWE. После чего на следующем RAW во время разговора Шеймуса и Рэнди Ортона был назначен матч реванш. На PPV Hell in a Cell (2010) в матче Ад в клетке Рэнди Ортон победил Шеймуса.
На Bragging Rights (2010) Шеймус участвовал в межбрендовом командном поединке. но был уничтожен вместе с Биг Шоу, так как оба не успели вернуться на ринг. После начался фьюд с Джоном Моррисоном, который вылился в матч на Survivor Series (2010) в котором победителем вышел Джон. 29 ноября на RAW Шеймус победил в турнире «King of the Ring» в финальном матче победив Джона Моррисона. После этого Шеймус стал называть себя «Король Шеймус». На PPV TLC: Tables, Ladders & Chairs (2010) «Король Шеймус» вновь встретился с Джоном Моррисоном, в матче с лестницами за место первого претендента на поединок за титул чемпиона WWE, и в этом матче вновь победил Джон. 28 февраля на RAW вернулся Triple H, и отомстил Шеймусу за свою травму, сделав тому Pedigree на комментаторский стол.
7 марта на RAW Шеймус проиграл Дэниелу Брайану. На следующей неделе на RAW Шеймус вызвал на поединок Брайана, в матче титул против карьеры, и в этом матче Шеймус смог победить, став впервые Чемпионом Соединённых Штатов WWE. В матче реванше на WrestleMania XXVII в пре-шоу Шеймус и Брайан не выявили победителя, после вмешательства лесорубов. На следующем RAW Шеймус победил Брайана, и после матча свой дебют в компании совершил Син Кара, атаковавший Шеймуса.

#### Чемпион мира в тяжёлом весе (2011—2013)
Во время дополнительного драфта перешёл на SmackDown! и забрал туда с собой титул чемпиона США. На PPV WWE Extreme Rules (2011) Шеймус проиграл пояс Чемпиона Соединённых Штатов WWE Кофи Кингстону, после чего началась неудачная погоня за титулом чемпиона мира в тяжёлом весе. После Money in the Bank совершил фейс-тёрн, начав фьюд против Марка Генри. На SummerSlam проиграл матч против Марка Генри по отчёту, но в матче-реванше выиграл у Марка Генри по отсчёту, после чего у Шеймуса завязался фьюд с Кристианом. На Hell in a Cell (2011) и Vengeance (2011) Шеймус побеждал Кристиана.

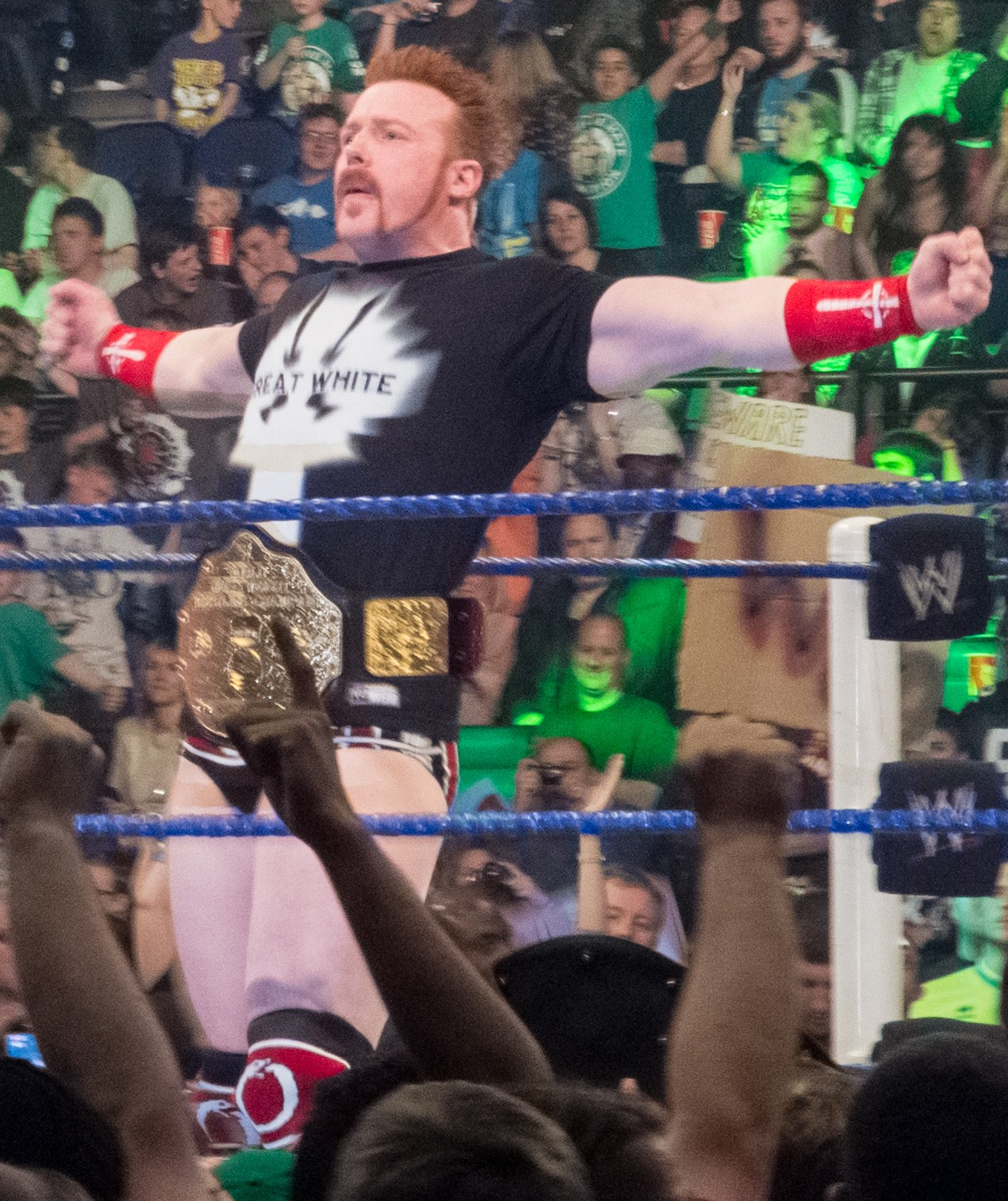
Шеймус с титулом Чемпиона мира в тяжёлом весе.

29 января 2012 года выиграл Royal Rumble выкинув за ринг Криса Джерико, и отправился в матч за титул чемпиона мира в тяжёлом весе WrestleMania XXVIII. После PPV Elimination Chamber (2012) Шеймус вышел к чемпиону мира в тяжёлом весе Дэниелу Брайну, и атаковал его, тем самым дав понять, что на WrestleMania он будет биться за его титул. На WrestleMania XXVIII состоялся матч против Дэниэла Брайана за титул чемпиона мира в тяжёлом весе, Шеймус победил за 18 секунд и стал новым чемпионом мира в тяжёлом весе, после чего Брайан использует на Extreme Rules (2012) своё право на реванш, как проигравший чемпион, Джон Лауринайтис назначил этот бой по правилам «два из трёх удержаний». На PPV Extreme Rules (2012) Шеймус победил Брайна. На Over the Limit (2012) Шеймус победил Криса Джерико, Рэнди Ортона и Альберто Дель Рио, после чего у Шеймуса начался фьюд с Дель Рио, и на No Way Out Шеймус должен был биться против Дель Рио, но из-за травмы последнего Шеймус бился против Дольфа Зигглера, и победил. На Money in the Bank (2012) Шеймус победил Альберто Дель Рио. 27 июля на SmackDown! Дель Рио вновь становится первым претендентом. 10 августа на SmackDown! Альберто подал в суд на Шеймуса, за то, что он на предыдущем выпуске Raw украл его машину, и Букер Ти заявил, что, если Шеймус атакует Дель Рио, то он потеряет свой титул ещё до SummerSlam. На SummerSlam (2012) Шеймус победил Альберто Дель Рио. 7 сентября на SmackDowm!, после того как Шеймус нечаянно провёл Рикардо Родригесу Brogue Kick, тот сломал шею, после чего был запрещён этот приём, но на PPV Night of Champions (2012) перед поединком Шеймуса против Альберто генеральный менеджер SmackDown! Букер Ти вновь дал согласие на проведение Brogue Kick, благодаря которому Шеймус вновь победил. 29 октября 2012 года на Hell in a Cell (2012) Шеймус сразился с Биг Шоу за титул чемпиона мира в тяжёлом весе и проиграл, потеряв свой титул. Затем на Survivior Series он победил по дисквалификации, но на TLC проиграл Биг Шоу.
На Royal Rumble выбил пять рестлеров (Отунгу, О’Нила, Клэя, Махала и Зигглера), но был выбит Райбеком, предпоследним по счёту. 17 февраля на Elimination Chamber Шеймус попал в команду к Сине и Райбеку и бился в командном бою против группировки «Щит», и бой закончился победой «Щита». Далее группировка «Щит» постоянно нападала на Ортона и Шеймуса, после чего группировка вызвала Ортона и Шеймуса на поединок 3 на 3 на WrestleMania 29 и позволила Рэнди и Шеймусу выбрать себе в партнёры любого рестлера WWE. Они сразу же выбрали Райбека, однако через три дня генеральный менеджер RAW Викки Герреро отстранила Райбека от поединка 3 на 3 и поставила его в поединок против Марка Генри на WrestleMania, тем самым освободив место в командном матче. Позже, этим же вечером, группировка «Щит» пыталась напасть на Рэнди и Шеймуса, но им на помощь выбежал Биг Шоу, тем самым дав понять, что он хочет занять освободившееся место в команде Ортона и Шеймуса. На WrestleMania 29 проиграли Щиту из-за Ортона (Шеймус пытался передать пас Биг Шоу, но этот пас принял Рэнди, после чего на него напал Рейнс и после этого Эмброуз удержал Ортона). После боя обиженный Биг Шоу провел Шеймусу и Ортону нокаут, из-за чего между ними завязалась вражда.
На выпуске RAW от 6 мая победил Интерконтинентального Чемпиона Уэйда Барретта, но подвергся нападению Марка Генри, атаковавшего ирландца, ближе к концу боя и избив его ремнём. Однако на следующем RAW сделал с Марком то же самое. После этого был назначен поединок с ремнями на Extreme Rules между Шеймусом и Марком Генри, в котором ирландец одержал победу. На Payback победил Дэмиена Сэндоу. После чего был заявлен на Money in the Bank за контракт, дающий право биться за чемпионство WWE. На самом PPV Money in the Bank Шеймус не смог снять кейс, и это сделал Рэнди Ортон.
7 августа на официальном сайте WWE было объявлено, что Шеймус пропустит от 4 до 6 месяцев выступлений из-за костяной губы в его левом плече. Травма была получена во время Money in the Bank All Stars.

#### Чемпион Соединённых Штатов WWE (2014)

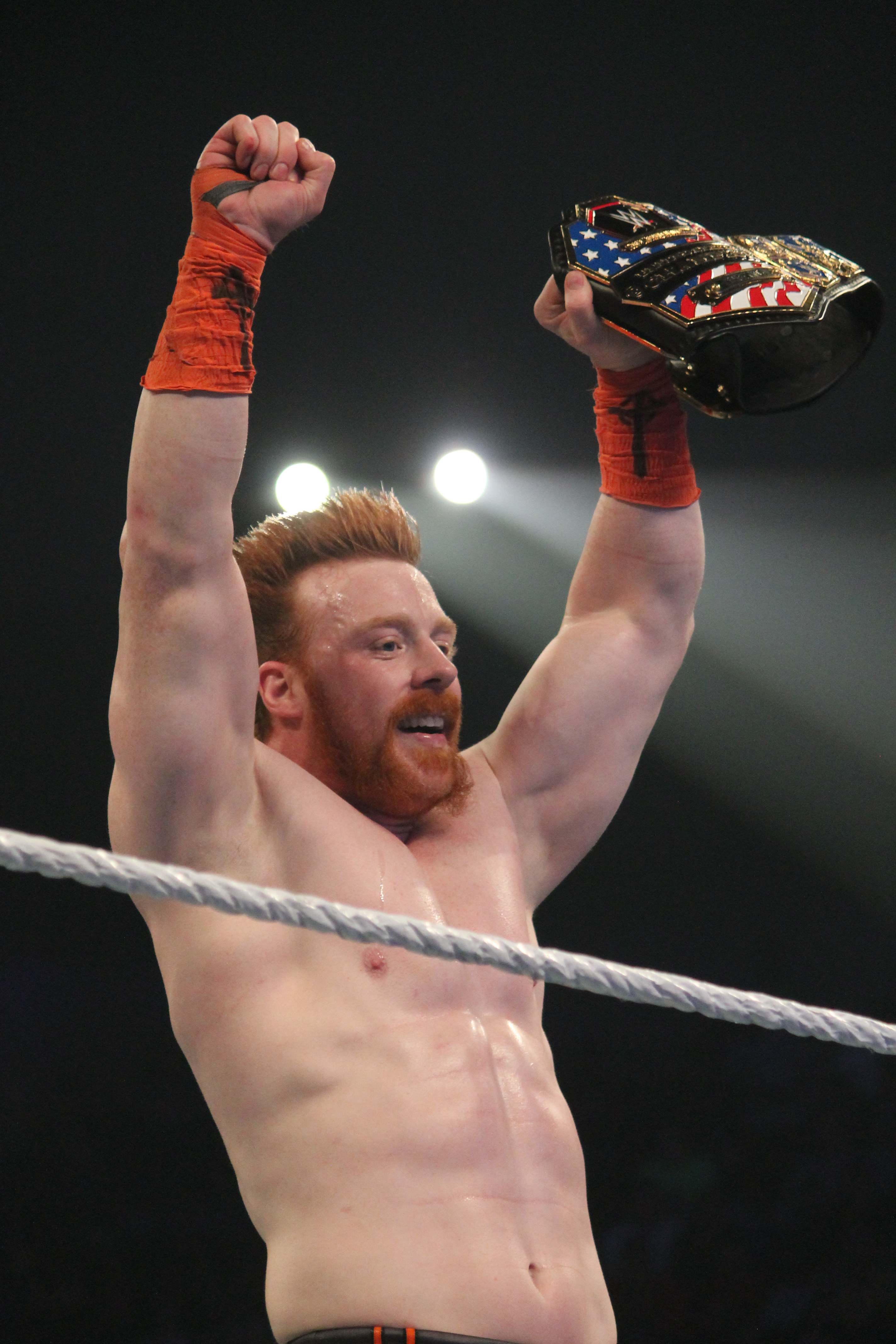
Шеймус с титулом чемпиона Соединённых Штатов WWE.

Возвращение Шеймуса состоялось 26 января на шоу Королевская битва, где он принял участие в королевском бое и дошёл почти до конца, пока его не выбил Роман Рейнс. На следующем Raw Шеймус вместе с Джоном Синой и Дениэлом Брайаном квалифицировались на матч в клетке уничтожения на шоу Elimination Chamber. На Elimination Chamber он был выбит Кристианом. Это привело к непродолжительной вражде между двумя рестлерами, однако победу в очных поединках всегда одерживал Шеймус. На WrestleMania XXX он принял участие в королевском бое, посвящённом памяти Андре Гиганта, в котором выбыл из борьбы, пытаясь перебросить Альберто Дель Рио через канаты. 14 апреля Шеймус принял участие в матче турнире, победитель которого становился претендентом номер один на бой за титул интерконтинентального чемпиона. В турнире он в первом раунде оказался сильнее Джека Сваггера, но в полуфинале уступил «Плохим новостям» Барретту.
5 мая на Raw Шеймус стал победителем королевского боя 20 рестлеров и во второй раз стал чемпионом Соединённых Штатов, выбив из матча чемпиона Дина Эмброуза. После этой победы Шеймус стал враждовать с Сезаро и его менеджером Полом Хейманом. В итоге их соперничество вылилось в бой за чемпионский титул на шоу Payback, победителем которого стал действующий чемпион. 9 июня Шеймус победил Баррета и квалифицировался на матч с лестницами Money in the Bank, на кону которого стоял вакантный титул чемпиона мира в тяжёлом весе WWE. Однако в самом матче победу одержал Джон Сина. На шоу Battleground Шеймус был участником королевского боя за титул интерконтинентального чемпиона, однако выиграть не сумел. На Night of Champions и Hell in a Cell он успешно защитил свой титул от Сезаро и Миза соответственно. Шеймус удерживал чемпионский титул до 3 ноября 2014 года. В этот день он уступил Русеву в матче, транслировавшемся эксклюзивно на WWE Network. После этого, на одном из шоу Шеймус подвергся нападению Русева и Марка Генри, в результате чего получил сюжетную травму, что позволило рестлеру на некоторое время отойти от выступлений и пройти лечение от настоящих травм.

#### Мистер Money in the Bank (14 июня 2015 — 22 ноября)
Шеймус вернулся к выступлениям 30 марта, кардинально сменив свой внешний вид — подстриг волосы под ирокез и сделал плетённую бородку. В своём первом появлении после травмы он напал на Дэниеля Брайана и Дольфа Зигглера, став хилом впервые с 2011 года. Свой поступок он объяснил тем, что «эра андердогов закончилась». 16 апреля на SmackDown! он объявил, что на шоу Extreme Rules он встретится с Зигглером в матче «Поцелуй мою задницу». Этот поединок закончился поражением Шеймуса, но тот отказался целовать задницу своего оппонента, вместо этого заставил Дольфа поцеловать свою. На ppv Payback состоялся матч-реванш, который в этот раз выиграл Шеймус. На Elimination Chamber Шеймус участвовал в матче в клетке уничтожения за вакантный титул интерконтинентального чемпиона, однако победу в нём одержал Райбэк. На шоу Money in the Bank Шеймус выиграл матч с лестницами Money in the Bank и получил право на бой за титул чемпиона мира в тяжёлом весе WWE. После он стал враждовать с Рэнди Ортоном, проиграв ему матч на Battleground, но одержав победу SummerSlam.
22 ноября на шоу Survivor Series использовал контракт Money In The Bank после выигрыша титула чемпиона мира в тяжёлом весе Романа Рейнса. Тем самым Шеймус стал чемпионом проведя всего два броугкика. На Tables Laders & Chairs (2015) победил Романа Рейнса отстояв титул. Но на следующем Monday Night Raw от 14.12.2015 проиграл мировое чемпионство Роману Рейнсу.

### Различные сюжетные линии (2016 — н.в.)
16 апреля 2016 года в эфире телеканала Sky Sports Шеймус вызвал на ринг футболиста «Манчестер Юнайтед» Уэйна Руни, припомнив тому поведение на Реслмании 2015 года, когда Руни отвесил пощёчину Уэйду Барретту.
На Драфте 2016 был отправлен на Raw.
Во время Summerslam 2016 начинается серия боев против Сезаро Best of 7 до четырёх побед.
На Clash of Champions 2016 при счете 3-3 проходит финальный бой, который вышел за рамки ринга и был остановлен медицинскими работниками, поскольку оба рестлера получили серьёзные травмы.
После этого на Raw 26.09.2016 Генеральный менеджер Raw Мик Фоли заявил, что противостояние Шеймуса и Сезаро закончилось ничьей и они оба получат обещанный приз — бой за чемпионство. Правда, поскольку победили они оба, то и бороться они будут за титул Командных Чемпионов против Нового Дня.
На Hell In A Cell 2016 Сезаро и Шеймус одержали верх над Новым Днем (Ксавьер Вудз и Биг И), но по дисквалификации из-за вмешательства Кофи Кингстона. Таким образом, чемпионство осталось у Нового Дня.
На Survivor Series Шеймус и Сезаро были в составе команды Raw и остались единственными выжившими, элиминировав Братьев Усо и принеся победу своей команде. На следующий день на Raw они опять не смогли победить Новый День и завоевать командное чемпионство. На Raw 12.12.2016 в матче с тройной угрозой, где кроме Нового Дня принимали участие Галлоуз и Андерсен вновь сильнее оказались Новый День.
В 2022 году заработал право на участие в заглавном матче на премиум-шоу Money in the Bank, однако победить не смог. 29 июля проиграл Дрю Макинтайру матч по правилам «Старого доброго стильного Доннибрука», уступив тому претендентство на Неоспоримое Чемпионство Вселенной WWE.

#### Поход за Большим шлемом — фьюд с Гюнтером за Интерконтинентальный титул (2022)
19 августа на Smackdown выиграл гаунтлет-матч претендентов на Интерконтинентальное чемпионство, которым владел Гюнтер. Их матч был назначен на Премиум-шоу Clash at the Castle. Этот матч стал первым матчем за Интерконтинентальный титул, прошедшим на Премиум-шоу за почти полтора года (предыдущий раз матч за титул на Премиум-шоу состоялся на WrestleMania 37). Шеймус проиграл и не смог выиграть Чемпионство. Матч получил крайне высокие оценки от обозревателей и зрителей, в частности, он был оценен в пять звезд от обозревателя Wrestling Observer Newsletter Дэйва Мельтцера. Для Шеймуса это была первая пятизвездочная оценка от WON. 23 сентября на Smackdown объявили, что Шеймус и Гюнтер на премьере сезона Smackdown проведут ещё один матч за Интерконтинентальное чемпионство. 29 сентября был назначен матч для группировок этих рестлеров — Империума и Дерущихся брутов на Extreme Rules по правилам «Старого доброго стильного Доннибрука». 7 октября на Smackdown Шеймус снова не смог выиграть Чемпионство у Гюнтера, проиграв ему после того, как оппонент воспользовался посторонним предметом — дубинкой шилейлой. На Extreme Rules Шеймус с сокомандниками смог одержать победу в жестоком матче. Гюнтера Шеймус бросил «Кельтским крестом» на стол комментаторов, а затем принес победу своей команде, удержав Джованни Винчи после проведенного ему Брог-кика.

## Фильмография

### Фильмы
| Год  | Название                                      | Роль                   |
| ---- | --------------------------------------------- | ---------------------- |
| 2008 | Побег из тюрьмы                               | Ту Тон                 |
| 2009 | Assault of Darkness                           | Зомби кельтского война |
| 2015 | Мордекай                                      | Камео                  |
| 2016 | Черепашки-ниндзя 2                            | Рокстеди               |
| 2016 | Scooby-Doo! and WWE: Curse of the Speed Demon | Камео                  |

## Титулы и достижения
- Irish Whip Wrestling

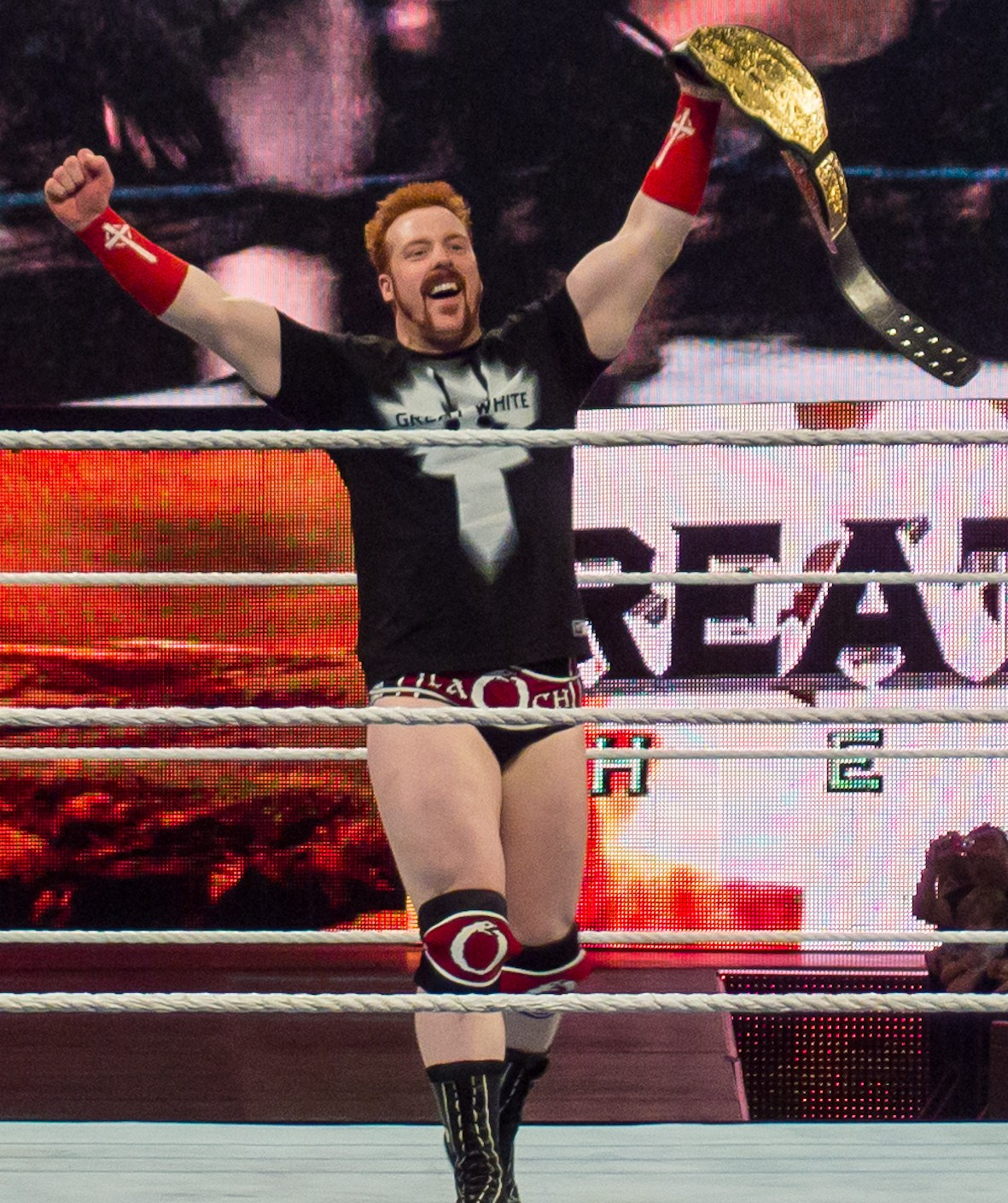
Шеймус как чемпион мира в тяжёлом весе

  - Интерконтинентальный чемпион IWW в тяжёлом весе (1 раз)
- Florida Championship Wrestling
  - Чемпион FCW в тяжёлом весе (1 раз)
- Pro Wrestling Illustrated
  - № 5 в списке 500 лучших рестлеров 2012 года[41]
- Wrestling Observer Newsletter
  - Самый прогрессирующий (2010)
  - Матч на 5 звёзд — против Гюнтера на Clash at the Castle[36]
- World Wrestling Entertainment/WWE
  - Чемпион мира в тяжёлом весе (1 раз)[42]
  - Чемпион WWE (3 раза)[43][44]
  - Чемпион Соединённых Штатов WWE (3 раза)[45]
  - Командный чемпион WWE Raw (4 раза) — с Сезаро
  - Командный чемпион WWE SmackDown (1 раз) — с Сезаро
  - Победитель «Королевской битвы» (2012)[46]
  - Победитель Money in the Bank (2015)
  - Король ринга (2010)
  - Slammy Award 2009 — Прорыв года.
  - Slammy Award 2010 — Суперзвезда, которая больше всего нуждается в изменениях
  - Slammy Award 2011 — За выдающееся достижение в сходстве с Маппетом
  - Slammy Award 2012 — Подвиг года — выполнил Белый Шум Биг Шоу